# 域多利道扣押中心

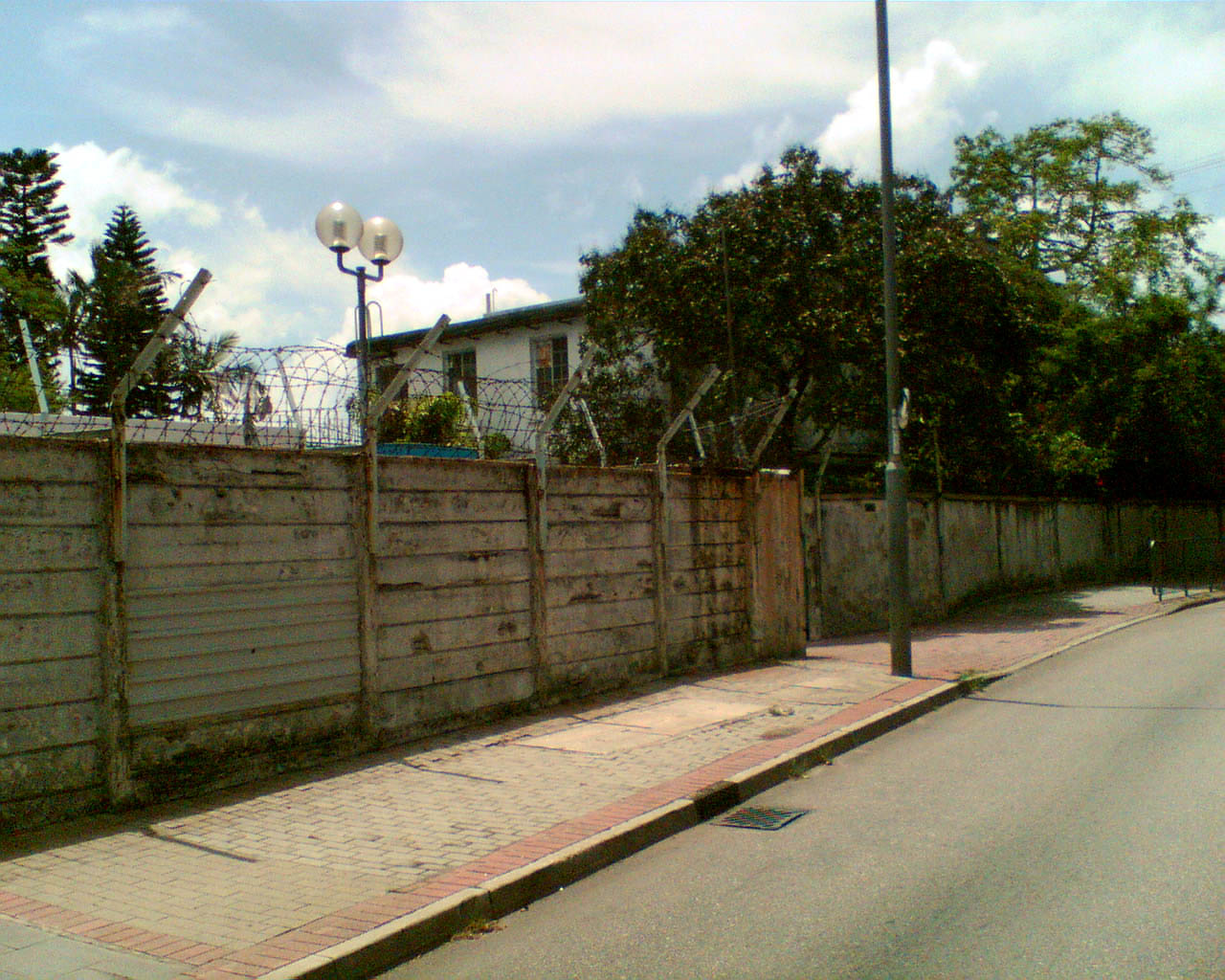
域多利道扣押中心原貌

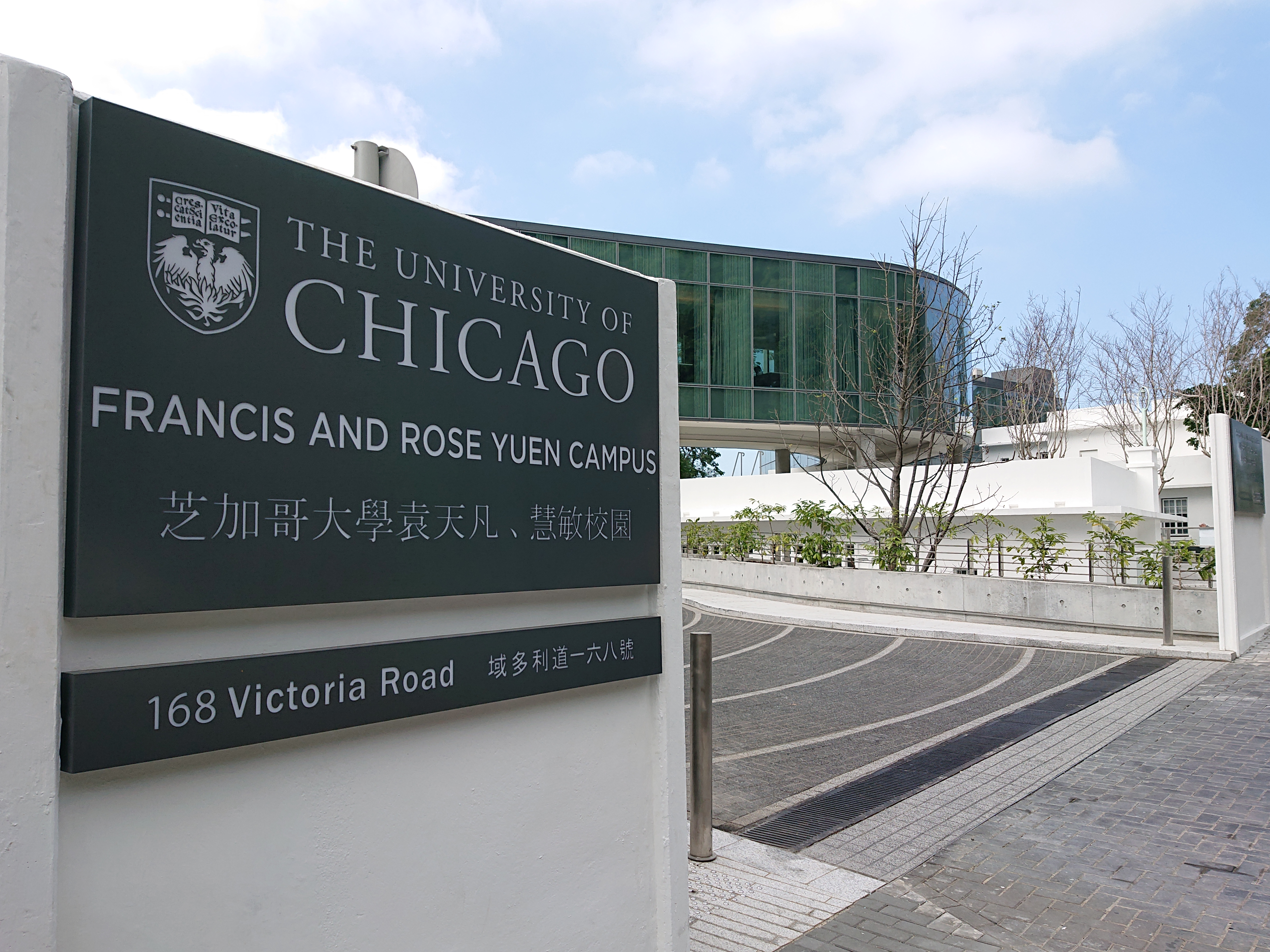
芝加哥大學香港校園正門

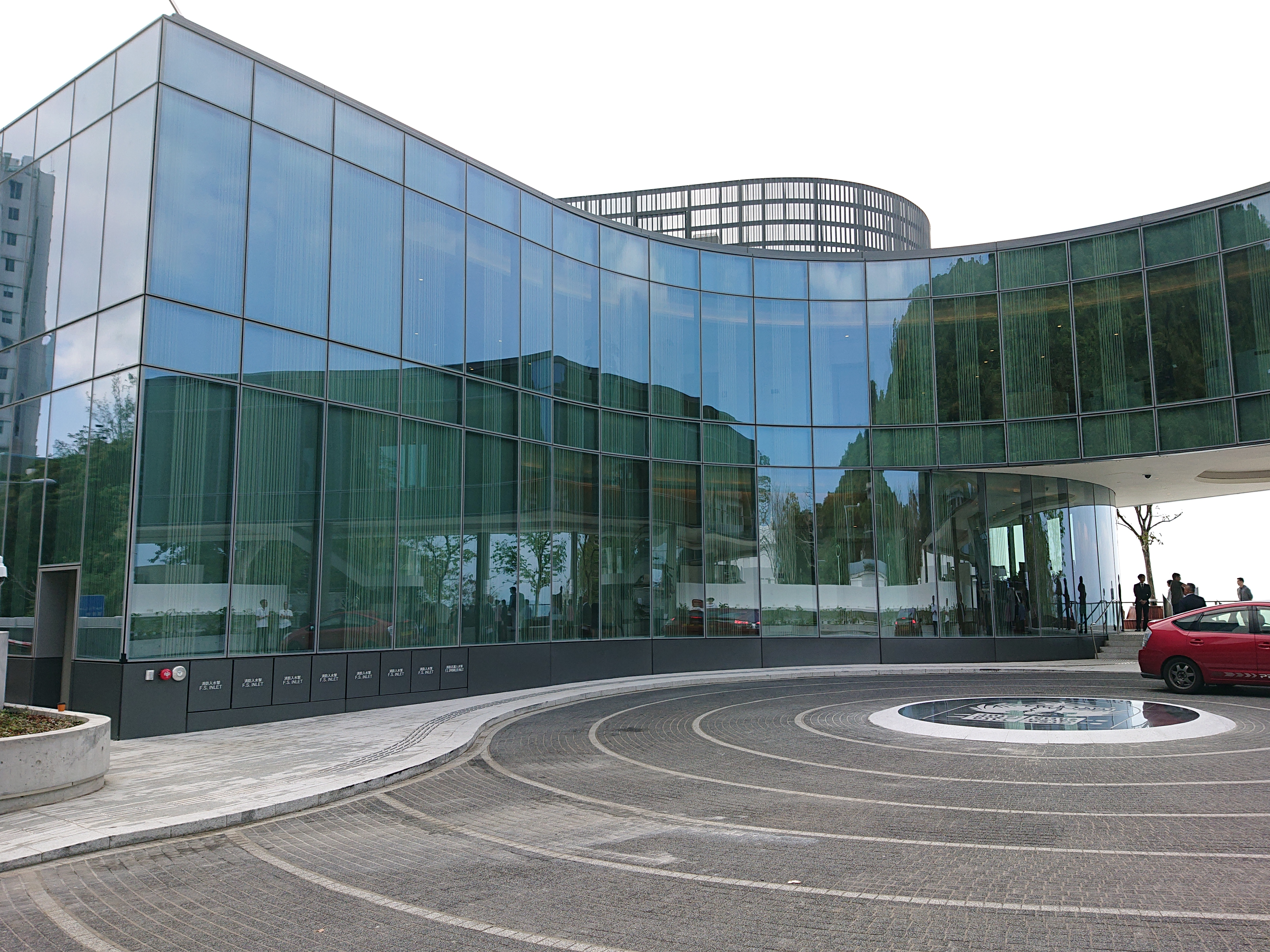
芝加哥大學香港校園建築

域多利道扣押中心，又稱域多利拘留所、「白屋」，位於香港香港島摩星嶺域多利道及摩星嶺徑交匯處，曾經是香港警務處政治部的拘留所。

## 歷史
域多利道扣押中心的原址是駐港英軍於1939年建成銀禧炮台，炮台在二戰後停用，近域多利道的炮台區域其後進行改建，並於1950年代初期落成，佔地1,573平方米，有4幢兩層高建築物，初時作為駐港英軍皇家工程兵（Royal Engineers）會所。於1950年代末期開始，香港警務處政治部（即英國軍情五處駐香港分支機構）開始接管此座建築物。當時在香港從事間諜活動或者顛覆英屬香港政府的疑犯均被拘留於此。香港在1967年發生連場炸彈恐襲的六七暴動，有部分參與暴動的左派人士曾經拘留在此。
政治部於1995年解散，香港被移交給中國後，域多利道扣押中心被空置，及被劃作為外景拍攝的場地。
2013年7月11日，域多利道扣押中心用地獲得教育局宣布分配予芝加哥大學布斯商學院發展自資高等院校，其亞洲分校將會由新加坡遷戶香港。

## 活化
2018年11月30日，芝加哥大學香港校園正式開幕，校園由國際知名的 Revery Architecture（前稱譚秉榮建築事務所）設計。「白屋」部分斥資約7,500萬美元（約港幣5.86億）進行活化及翻新。白屋A座的皇家陸軍工兵橋、石壁爐及木樓梯及校舍旁的銀禧炮台遺址獲得保留並復修；B座囚室部份改建為自習室及課室。
文物展示中心最快在2018年12月對外開放，周一至三及周六到訪須先在網上預約；周五及周日設粵語或英語導賞團。

## 曾經被拘留的著名人士
- 曾昭科（警司，中共間諜）
- 黃建立（漢華中學校長）
- 黃祖芬（中華中學校長）
- 劉三（打石工會主席）
- 傅奇、石慧夫婦（藝人）
- 蔡渭衡（革新會秘書）[6][7][8][9][10][5]
- 任意之（藝人）

## 都市傳聞
域多利道扣押中心的官方地址為香港域多利道，不設門牌編號。有電台曾經以該建築物作為節目名稱，名為《摩星嶺4號》，然而該節目主持已經澄清該物業並無門牌號碼，而摩星嶺道門牌號碼應該是從山上開始計算，真正的摩星嶺道4號是住宅恆琪園。而該建築轉交芝加哥大學使用後，已獲編配門牌號碼「域多利道168號」。

## 電影場景
- 《2046》裡的東方酒店
- 《色戒》裡易先生的秘密居所

## 外部連結
- 香港賽馬會芝加哥大學文物庭院及展示中心 （页面存档备份，存于）
- 保育指引[]
- 港英時代政治犯囚室首度曝光（页面存档备份，存于）《大紀元報》，2006年7月6日
- 港英時代政治犯集中营“白屋”首度曝光（页面存档备份，存于）《星島日報》，2006年7月6日